# Nox4
La NADPH oxidasa 4 és un enzim isomorf que en els humans està codificat en el gen Nox4, i és membre de la família de les NADPH oxidases (Nox).
Aquesta família és àmpliament coneguda per la seva funció biològica de catalitzar oxigen per produir espècies reactives de l'oxigen (ROS). La família inclou 7 membres isoformes (Nox1, Nox2, Nox3, Nox4, Nox5, Duox 1 i Duox2) que són diferents per l'expressió en el tipus de cèl·lules, per la localització, per l'estructura, pels productes que produeixen i per la seva funció fisiològica i patològica.
Nox4 va ser identificada per primera vegada al ronyó l'any 2001. Es tracta de l'única isoforma de Nox que produeix H₂O₂. Nox4 deriva H₂O₂ a tenir diversos papers en la proliferació, migració i mort de la cèl·lula. Generalment, Nox4 està àmpliament distribuïda als teixits humans, i concretament està altament expressada en el ronyó i en els vasos sanguinis.
S'ha observat una sobre expressió de Nox4 en pacients amb càncer. Aquesta sobre expressió, participa en processos de metàstasis, angiogènesis i apoptosis.
L'expressió de Nox4 a les cèl·lules endotelials regula l'activació, la disfunció i les lesions cel·lulars. Això contribueix al desenvolupament d'aterosclerosi, hipertensió o hipertròfia cardíaca, entre altres malalties.
Es creu que Nox4 podria ser un objectiu important en la teràpia de malalties cardiovasculars i en la teràpia del càncer.

## Localització subcel·lular
La localització subcel·lular de Nox4 és específica de cada tipus de cèl·lules. Generalment, aquest enzim se situa a la membrana dels mitocondris i del reticle endoplasmàtic amb regions transmembrana i extracitosòliques. Tanmateix, a part de trobar-se en aquests dos compartiments cel·lulars, s'ha localitzat Nox4 amb dominis transmembrana al nucleoplasma de les cèl·lules vasculars endotelials humanes. Malgrat que es considera que el nucleoplasma és un compartiment gairebé lliure de fragments de membrana, es coneix l'existència de certes estructures intranuclears membranoses localitzades en el nucleoplasma, sent els dominis transmembrana de la Nox4, possiblement, una d'aquestes estructures.

## Estructura

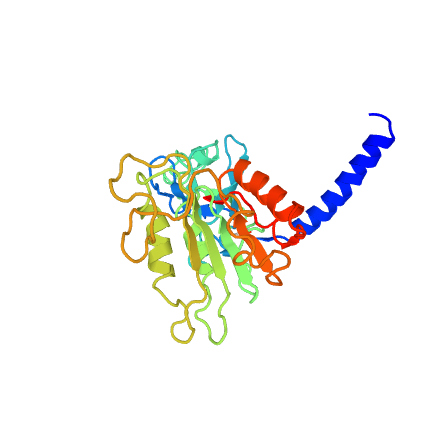
Representació d'un fragment de la Nox4, en estructura secundària. Es mostra la regió compresa entre una fenilanina (F) en posició 276 fins a una serina (S) terminal en posició 578.

En estructura primària, la Nox4 presenta un domini catalític constituït per 578 aminoàcids amb una massa molecular de 28 kDa. Finalitzat el seu procés de maduració, la massa molecular de la Nox4, com a proteïna completa, augmenta fins als 66.5 kDa.
La Nox4 presenta una estructura similar als altres membres de la família de les NADPH oxidases (NOX). La seva conformació inclou sis dominis transmembrana, de tipus α-hèlix, que es troben connectats a 5 loops, anomenats loops A-E.
Els loops A-, C-, E- es troben encarats a la regió extra-luminal de la membrana, on es produeix de forma potencial espècies reactives de l'oxigen (ROS). Aquestes substàncies engloben tant el peròxid d'hidrogen (H₂O₂) com el radical superòxid (O₂·−), tots dos productes generats per la Nox4. D'altra banda, els loops B- i D- se situen a la cara citoplasmàtica de la membrana dels compartiments cel·lulars on es localitza la Nox4. En aquesta regió, s'hi troba el domini deshidrogenasa (DH), que també configura la proteïna. Aquest domini s'encarrega de la formació d'enllaços amb els FAD i NADPH en tant que la DH conté els centres d'unió per ambdós grups prostètics. L'estructura de la Nox4 finalitza amb un C-terminal relativament llarg de caràcter citoplasmàtic.
La importància dels loops d'aquest enzim recau en les seves funcions. Un canvi en la conformació de la proteïna suposa una modificació en la seva funcionalitat. Així doncs, l'eliminació de l'E-loop, per exemple, provoca una sobreproducció del radical superòxid (O₂·−), en detriment del peròxid d'hidrogen (H₂O₂), principal producte generat per la Nox4. El B-loop fou inicialment considerat com una de les regions amb més importància funcional en l'estructura de la Nox4 o en la seva activació. Recentment, s'ha descobert que la seva unió al domini DH ofereix una interfase -un punt de contacte- entre la regió transmembrana i el domini DH. L'estructura i la funció del D-loop es manté actualment desconeguda. Tanmateix, una substitució d'aquest loop en la Nox2 pel corresponent homòleg en la Nox4 deriva en una sobreproducció de O₂·−. A més, és en el D-loop on es produeix la transferència d'electrons del FAD a l'oxigen a través dels aminoàcids amb càrrega que conformen el loop. Pel que fa a la resta de loops, l'A-loop i el C-loop, es desconeix, fins al moment, la seva funció.
A banda d'això, la Nox4, així com la Nox1, Nox2 i Nox3, requereix l'associació en membrana d'una proteïna anomenada p11phox. Aquesta proteïna realitza funcions diverses en les diferents Nox. En el cas de la Nox4, la p11phox és necessària per l'estabilitat de l'enzim i, possiblement, per la seva integritat en la conformació així com la seva maduració i localització.

## Funcions
Com una de les principals fonts de ROS endògens, els membres de la família Nox estan atraient cada vegada més atenció pels seus papers significatius en respostes fisiològiques i patològiques cel·lulars. Podrien ser nous objectius potencials per a la teràpia de les malalties cardiovasculars i de les malalties relacionades.

### Proliferació cel·lular
El paper de Nox4 en la proliferació cel·lular ha estat ben documentat en observacions recents. Nox4 promou la proliferació cel·lular en diversos tipus de cèl·lules com ara embrions, les cèl·lules mare, les cèl·lules endotelials, les cèl·lules del múscul llis de l'artèria pulmonar humana, fibroblasts adventicis de l'artèria pulmonar, les cèl·lules precursores del múscul esquelètic, preadipòcits, cèl·lules de gliomes i dels hepatòcits. No obstant això, els mecanismes subjacents són el tipus de cèl·lules específic.

#### Cèl·lules endotelials i pulmonars
En general, en les cèl·lules endotelials, un baix nivell de derivats Nox4 de ROS activa membres de la família de la proteïna quinasa activada per mitògens (MAPK) incloent p38MAPK, ERK i quinases JNK/SAP. Mentre que a la cèl·lula del múscul llis de l'artèria pulmonar humana (HPASMC), la proliferació cel·lular induïda per Nox4 és intervinguda per la via TGF-b1/Smad2/3. A més, TGF-b1 també indueix l'expressió Nox4 i la producció de ROS en HPASMC. Per tant, el TGF-b1 podria servir tant a contracorrent com a favor del corrent de la senyalització de Nox4.
A més, hi ha proves que Nox4 funcionalment interacciona amb la senyalització PI3K/ Akt per promoure la proliferació i invasió de cèl·lules pulmonars canceroses de mida gran. No obstant això, l'emmudiment de Nox4 va causar un increment de la proliferació de cèl·lules en els hepatòcits, en cèl·lules d'hepatocarcinoma i en ratolins in vivo el que suggereix que Nox4 té un paper negatiu en la proliferació de cèl·lules del fetge.

### Migració cel·lular[16]
La migració cel·lular és de gran importància en la fisiologia; això inclou la cicatrització de ferides, l'embriogènesi i la metàstasi del càncer. L'acumulació d'evidències va mostrar que Nox4 està implicada en la promoció de la migració cel·lular.
Nox4 intervé en l'activació de la metal·loproteïnasa de matriu (MMP)-2 i MMP-9 per iniciar la migració de VSMC. Nox4 expressada a un nivell alt en les cèl·lules endotelials de l'artèria pulmonar humana (HPAECs) i les cèl·lules pulmonars endotelials microvasculars (HLMVECs) i la seva la regulació negativa atenua la producció de ROS induïda per hiperòxia i per la migració de cèl·lules endotelials. Nox4 desmuntada per siRNA també deteriora la migració de cèl·lules de glioblastoma U87.
D'altra banda, Nox4 millora la migració cel·lular mitjançant la interacció amb TGF-b. Per exemple, les cèl·lules estromals augmenten la motilitat de cèl·lules MCF-7 mitjançant l'elevació de nivell de ROS Nox4 derivats a través de la regulació de TGF-b. A més, Nox4 està implicada en la migració i la transició de les cèl·lules epitelials de mama induïda per TGF-b. No obstant això, l'expressió d'un alt nivell de Nox4 afectava la migració adventícia de fibroblasts induïda per AngII impedint la dissolució d'adhesió focal.
Poldip2, una proteïna reguladora de Nox4, va ser trobat per interactuar amb Nox4 i implicat en la migració de les CMLV per inducció de. A més, una expressió de Poldip2 massa elevada sosté el H₂O₂ derivat de Nox4  i activa la RhoA-GTP i FAK, que és favorable a la formació d'adhesió focal.
D'altra banda, el H₂O₂ és generat en la vora davantera de la protrusió cel·lular i a continuació, oxida proteïnes com ara PTP, el que indueix la senyalització en cascada promovent la migració. No obstant això, les proteïnes oxidades precisament per H₂O₂ no s'han identificat en la majoria dels casos. És per això que les vies moleculars detallades de Nox4 en la migració necessiten més investigació.

### Mort cel·lular
S'ha demostrat que la Nox4 va tenir un paper important en la mort cel·lular de cèl·lules humanes del múscul llis arterial, cèl·lules de càncer de pàncrees, cèl·lules de leucèmia, cèl·lules epitelials pulmonars, cèl·lules d'astrocitoma, hepatòcits, cèl·lules endotelials vasculars cerebrals, cèl·lules del càncer de fetge, cèl·lules endotelials de la vena umbilical humana (HUVECs) i de miòcits cardíacs. Nox4 intervenia en la mort cel·lular d'aquestes cèl·lules principalment a través de la inducció de l'apoptosi, fet recolzat per una creixent acumulació de publicacions en els últims anys. Les dades documentades van suggerir que Nox4 és la principal font de l'estrès oxidatiu induït per TGF-b i TNF-a-oxidatiu que condueix a l'apoptosi. L'eliminació de Nox4 inhibia completament les respostes de la formació de ROS a TNF-a i afectava les respostes induïdes per TGF-b conferint resistència a l'apoptosi. La generació de ROS a través de l'estimulació de FasL activava Fas i induïa l'apoptosi d'hepatòcits. L'acumulació de ROS derivat de Nox4 en mitocòndries podria conduir a la disfunció mitocondrial per l'obertura del porus de transició de permeabilitat que indueix la formació del crom c i la formació d'apoptosoma. El bloqueig de Nox4 va poder reduir significativament la producció de ROS, atenuar l'activitat de caspasa-3 i disminuir en nivell d'expressió dels membres de la família de Bcl-2.
L' H₂O₂ exogen també indueix l'apoptosi a dosis baixes i necrosi en dosis altes, la qual cosa indica que Nox4 pot tenir un efecte similar. Encara que se suposava que les mitocòndries derivades de ROS eren la font principal per a la mediació de necrosi, ROS derivat de Nox4 també estava implicat en la mort cel·lular, almenys en part, a través de l'estimulació de TNF-a.

## Productes generats per la Nox4
La Nox4 forma part de la família de les NADPH oxidases (NOX), responsables de la catàlisi d'oxigen per produir espècies reactives de l'oxigen (ROS). En el cas de la Nox4, els productes que genera són, principalment, el peròxid d'hidrogen (H₂O₂) i en un segon terme, el radical superòxid (O₂·−).
Inicialment, es va considerar que el producte principal de la Nox4 era el radical superòxid, mentre que la proporció de peròxid d'hidrogen també detectada va ser interpretada com un producte secundari del radical superòxid, com a resultat d'una reacció entre dues molècules de superòxid, en un procés conegut amb el nom de dismutació, el qual pot ser accelerat per l'enzim superòxid dismutasa (SOD); seguint la següent reacció:
- M(n+1)+ − SOD + O₂− → Mn+ − SOD + O₂
- Mn+ − SOD + O₂− + 2H+ → M(n+1)+ − SOD + H₂O₂.

on M = Cu (n=1); Mn (n=2); Fe (n=2); Ni (n=2).
Fins al 2005, no es va detectar que el peròxid d'hidrogen es produïa en alt nivell i de forma constitutiva en la Nox4. El radical superòxid, en canvi, es mostrava indetectable en l'espai extracel·lular. Posteriorment, es confirmà que la formació de peròxid es generava activament en la Nox4 per defecte, de manera independent a l'acció de subunitats citosòliques activadores per ser funcional. Aquesta característica no es troba en la Nox1, Nox2 i Nox3, l'activitat de les quals depèn de la presència d'un activador o organitzador de subunitats (NOXAs i NOXOs).

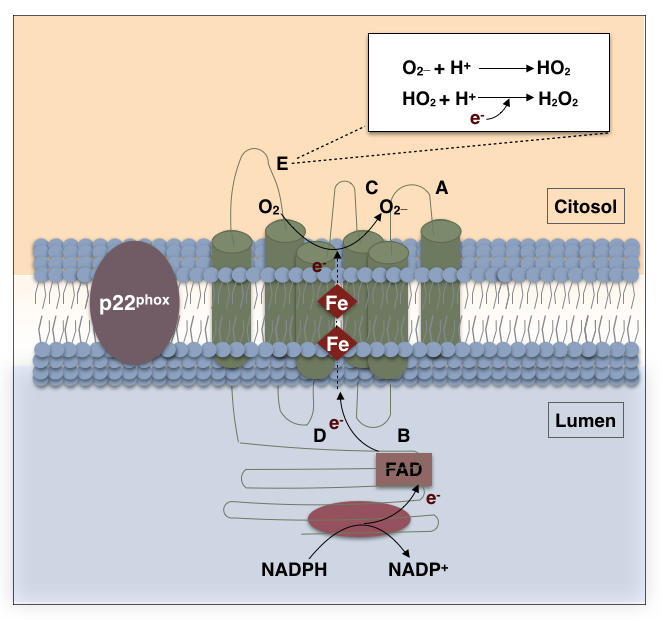
Esquema que representa l'estructura final de la Nox4 i la producció del Peròxid_d'hidrogen (H₂O_{2)}, substància que genera principalment aquest enzim.

Estudis més recents indiquen que el 10% de flux d'electrons que passen a través de la Nox4, produeixen radical de superòxid; mentre que el 90% restant en deriva la producció de peròxid d'hidrogen, per tant, producte principal de la Nox4.
Des de la identificació de la Nox4, han sorgit diverses teories per explicar el mecanisme pel qual aquest enzim produeix aquestes dues espècies reactives de l'oxigen.
La primera teoria, que mancava de suport experimental, fou la teoria de la superòxid dismutasa (SOD); la qual suggeria un procés en què l'enzim oxidava NADPH en la cara citosòlica de la membrana; una reacció que generava el radical superòxid. En una segona reacció coneguda per dismutació, que es pot produir de forma espontània o catalitzada per la SOD, dues molècules de superòxid reaccionaven entre elles per generar peròxid d'hidrogen, que, en darrer terme, pot funcionar com a substrat per a peroxidases, entre altres funcions.
El 2008, es troba que la producció de superòxid era cinc vegades més baixa que la producció de peròxid. Això va fer pensar que la Nox4 era responsable de la producció de peròxid basal, sent aquest el seu principal producte. A partir d'aquestes premisses, es va generar un nou model alternatiu per explicar el mecanisme de producció d'aquestes dues substàncies.
L'enzim Nox4 catalitza una reducció monoelectrònica de l'oxigen utilitzant el NADPH com a donador d'electrons. Aquesta reacció produeix un complex intermediari format per un grup hemo i un radical superòxid. Aquest complex és suficientment estable perquè es produeixi una transferència d'un segon electró, provinent de la reducció del NADPH, al grup hemo i, després, al radical superòxid; procés que conclouria amb la producció de H₂O₂. A més, aquesta teoria també suggereix que una proporció de O₂·− podria escapar-se, fet que explicaria la petita proporció de radical superòxid detectada.
Finalment, el model actual, el qual resulta d'una revisió i millora de l'explicació del 2008, dictamina que el 90% del flux d'electrons que passen a través de Nox4 produeix peròxid d'hidrogen mentre que el 10% restant, genera el radical superòxid. A més, proposen que un protó de la histidina que es troba en posició 222 és cedit al complex intermediari de superòxid, unit al grup hemo, per formar hidroperoxil (HO₂•), una molècula neutra. Seguidament, és transferit un segon electró que, conjuntament amb un protó solvent, genera l'H₂O₂. La formació del HO₂ neutre, el qual és transferit el segon electró, suposa una situació energèticament més favorable que no la transferència d'aquest segon electró a O₂·− carregat negativament.

## Gen humà

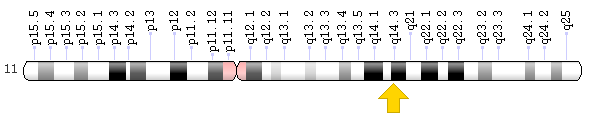
Localització cromosòmica del gen de Nox4

El gen humà de Nox4 està localitzat al cromosoma 11q14.2-q21 cobrint un mínim de 265 kb, mentre que el gen humà de Nox1, Nox2, Nox3, i Nox5 estan localitzats al cromosoma Xq22, Xp21.1, 6q25.3 i 15q23 respectivament. S'ha trobat un pseudogèn localitzat a l'altre braç del cromosoma 11.
El gen humà de la Nox4 consta de 25 exons. S'han fet estudis que demostren que la supressió dels exons 1 i 2 provoca que la proteïna Nox4 no s'expressi, i la supressió de l'exó 4 només deixa el primer domini transmembrana. L'axó 9 sembla el responsable de codificar els dominis d'ancoratge de NADPH i FAD, mentre que els exons 14 i 15 podrien estar involucrats en la traducció del domini d'ancoratge de NADPH i FAD.
Analitzant l'expressió de Nox4 al mRNA s'han identificat 4 variants: NoxB, NoxC, NoxD i NoxE, que poden participar en la generació de ROS i amb la seva senyalització.
S'ha documentat la transcripció regulada de Nox4 per una sèrie d'estímuls com hipòxia, hiperòxia o glucosa alta.
Diversos factors de transcripció estan implicats en la regulació del gen Nox4 en diferents cèl·lules, incloses E2F, Nrf2, HIF-1α, NF-kB, oct-1, sp3/sp1, c-jun i STAT3. Tenen un mecanisme comú d'ancoratge al lloc específic de l'ADN promotor de Nox4.
| Factor de transcripció | Regulació (+/-) | Tipologia cel·lular                               | Lloc d'unió al ADN promotor                      |
| ---------------------- | --------------- | ------------------------------------------------- | ------------------------------------------------ |
| E2F                    | +               | Cèl·lules del múscul vascular llis                | CAACAGGCTCGCGAGACAAAGGGGCTGGC                    |
| Nrf2                   | +               | Endoteli pulmonar                                 | CTATGTCATTAAACAATCTGACGCCTGTAATCCCAGCAG          |
| HIF-1α                 | +               | Cèl·lules del múscul llis de l'artèria pulmonar   | ACGTG                                            |
| NF-kB                  | -               | Cèl·lules del múscul llis de l'artèria pulmonar   | AGTTTGGG                                         |
| oct-1                  | -               | Cèl·lules endotelials de la vena umbilical humana | ATTATTTAT                                        |
| sp3/sp1                | +               | Cèl·lules embrionàries de ronyó humà 293          | GC-box1 AGGGGGCGGCGAG                            |
| c-jun                  | +               | Cèl·lules endotelials de la vena umbilical humana | GC-box2 GACCCCGCC                                |
| STAT3                  | +               | Cèl·lula de múscul llis                           | AP-1/Smad: TGAGTC i TGTCTGGNTT(C/A)(C/T)N(T/G)AA |

## Relació amb el càncer i amb les malalties cardiovasculars

### Relació amb el càncer
S'ha demostrat que la Nox4, juntament amb la generació de ROS, tenen una estreta relació amb la tumorigènesi (que és el procés d'iniciar i promoure el desenvolupament d'un tumor); amb la proliferació de cèl·lules canceroses i, consegüentment, amb la metàstasi, entre d'altres. La sobreexpressió de la Nox4 en cèl·lules epitelials sanes del pit potenciava la senescència cel·lular, l'anti-apoptosi i l'aparició de cèl·lules canceroses. El bloqueig de la Nox4 pel ARNip o ARN de Silenciament, conduïa a la reducció dels nivells de HIF-1ª, VEGF i angiogènesis els quals eren requerits pel creixement del tumor. Una sèrie de reportatges han aconseguit demostrar la capacitat pro-proliferadora de la Nox4 en els tumors; de fet, s'ha observat que la invasió cel·lular i la metàstasi, que són les causants del 90% de les morts en els pacients de càncer, estan potenciades, precisament, per l'expressió del gen que codifica la Nox4. Per exemple, el receptor Leukotrine B4 (BLT2) promou la invasivitat de les cèl·lules tumorals i de la metàstasi mitjançant l'activació del senyal Nox4-ROS-STAT3-MMP2.
Així doncs, Nox 4 està implicada en pràcticament tots els processos de desenvolupament de tumors, incloent la iniciació, el progrés i, finalment, la metàstasi. De fet, l'estudi de les funcions de la Nox4 hauria de ser un clar objectiu en la recerca contra el càncer.
A més a més, la Nox4 també promou la resistència de les cèl·lules tumorals als agents quimioterapèutics i a la radiació. Per exemple, en el cas de les cèl·lules tumorals dels ronyons, els atribueix resistència a la quimioteràpia mitjançant la modulació dels senyals anti-apoptòtics; (tenint en compte que l'apoptosi és un procés de mort cel·lular, l'anti-apoptosi, precisament impedeix aquesta mort, de manera que contribueix en la proliferació dels càncers). Els tractaments de radiació en els quals s'utilitzen inhibidors de la Nox4 o antioxidants com ara el MnSOD augmenten la sensibilitat de la resposta cel·lular a la radiació.

### Relació amb les malalties cardiovasculars
Nox1 i Nox2 són considerades com les majors fonts de ROS en les parets arterials. Per contra, la Nox4 té un paper protector en els problemes vasculars, ja que contribueix en el creixement, la proliferació i la migració de les cèl·lules endotelials. Alhora també té un paper diferent en el VSMC (músculs que conformen majoritàriament les parets dels vasos sanguinis), en què s'encarrega, principalment, de la diferenciació cel·lular.
La interacció entre l'hemodinàmica i l'endoteli és un determinant important en la funció cardiovascular. La tensió de tall és la força per unitat d'àrea creada quan una força tangencial, en aquest cas provocada pel flux sanguini, actua sobre una superfície, l'endoteli, provocant un esforç tallant. L'òxid nítric és una de les molècules sintetitzades per l'endoteli que regula un nombre més gran de processos homeostàtics locals; de manera que una alteració d'aquesta substància pertorbaria dràsticament l'homeòstasi vascular i potenciaria el desenvolupament de lesions arterioescleròtiques. Doncs bé, un augment de la presència de Nox4 desemboca en un efector protector pel que fa al desenvolupament de malalties cardiovasculars: això és degut, al fet que el producte de la Nox4, el peròxid d'hidrogen, indueix l'activació del p38 MAPK que alhora activa l'eNOS el qual produeix NO. Aquest és el punt clau que determina el perquè la Nox4 és beneficiosa en aquest aspecte; i radica principalment en la producció de H₂O₂, ja que contràriament a l'oxigen, no reacciona amb el NO produint peroxinitrat, el qual resulta altament reactiu en les cèl·lules vasculars i provoca els danys en determinades proteïnes. A més, la Nox4 també és capaç d'induir l'expressió de certs enzims vasoprotectors com ara l'eNOS. No obstant això, alts nivells de Nox4 tenen efectes perjudicials, ja que com s'ha explicat en apartats anteriors, està altament relacionada amb diversos processos tumorals.

## Relació amb l'ictus cerebral[34]
Un estudi liderat pel professor de farmacologia Harald Schmidt de la Universitat de Maastricht (Païos Baixos) ha trobat una nova manera de tractar l'ictus, la qual consisteix en bloquejar l'activitat d'aquest enzim.
L'equip va modificar la genètica de ratolins perquè no presentessin el gen que produeix la Nox4, situat en el cromosoma 11 en humans. En provoca’ls-hi un ictus, els seus cervells van patir menys danys que els d'altres ratolins en els quals la versió del gen Nox4 estava activa. A més, els ratolins que mancaven de Nox4 van donar més bona resposta en les proves realitzades per avaluar la seva coordinació i les seves funcions motores i neurològiques. Els efectes de l'eliminació del gen Nox4 van ser iguals en mascles i femelles, així com en animals joves i vells, un aspecte important si es té en compte que l'ictus és una malaltia que afecta principalment a la gent més gran i el gènere influeix en les conseqüències. Després d'haver comprovat la implicació del Nox4 en les seqüeles d'un ictus, l'equip va preparar formes d'aplicar aquest coneixement amb fins terapèutics.
Actualment ja existeix un fàrmac dissenyat per bloquejar l'activitat de Nox4, el VAS2870. L'equip va descobrir que l'efecte de tractar ratolins amb VAS2870 era el mateix que el de desactivar el gen Nox4, de manera que es redueix el dany cerebral i es millora la funció neurològica fins i tot encara que sigui administrat hores després de l'episodi. A més, la desactivació de Nox4 no sembla afectar altres parts de l'organisme on presenta activitat, com en els vasos sanguinis que reguen els ronyons i el cor. 

## Inhibidors de Nox4
Nombrosos compostos, com ara compostos de tiol modificats, endògens o naturals, han resultat tenir efectes inhibidors de la Nox4 tot i que amb poca especificitat. De fet, actualment no hi ha cap substància capaç d'inhibir la nox4 de manera específica. Alguns inhibidors són els següents:
-El fulvene 5, un inhibidor sintètic de la Nox2 i Nox4, mostra la seva habilitat per bloquejar el creixement dels tumors endotelials en rates.
-S'ha observat que la plumbagina, una naftoquinona derivada d'una planta, presenta una capacitat inhibidora de l'activitat de la Nox4 quan es troba en contacte amb ella.
-El compostos GKT que són una classe de derivats de les pirazol piradines també han mostrat propietats inhibidores de la Nox1 i 4.
Així doncs, malgrat s'hagi demostrat que nombroses substàncies són capaces d'inhibir l'activitat de la Nox4, el mecanisme d'inhibició és difícil d'entendre. És molt important trobar inhibidors específics de la Nox4, ja que permetrien la realització de nombrosos estudis relacionats amb una gran diversitat de tumors i de malalties cardiovasculars. No obstant això, es necessitaran mecanismes i estratègies molt delicades per identificar aquests compostos en un futur proper.

## Perspectiva Nox4
Nox 4 és un dels membres clau de la família de les Nox. En l'última dècada, s'han realitzat grans esforços per explorar el seu gen, l'estructura, els mecanismes d'activació i les seves activitats biològiques. S'ha observat que el seu principal producte és el peròxid d'hidrogen, el qual alhora s'encarrega de regular en gran part la seva pròpia activitat. La seva versatilitat en senyals cel·lulars explica els diversos papers que disposa la Nox4 en la regulació de nombrosos processos cel·lulars fonamentals. Tot i això, també disposa d'un panel de proteïnes que complementen la regulació de la seva activitat, fet que permet establir nous objectius en l'estudi de nombroses malalties. No obstant això, la dualitat de funcions que tenen les ROS en la majoria de les respostes cel·lulars, provoquen que sigui complicat definir si la Nox4 té un paper protector o perjudicial en el càncer i en les malalties cardiovasculars. Així doncs, és urgent trobar inhibidors específics de la Nox4, així com compostos mutats d'aquesta substància per tal de poder aclarir aquestes controvèrsies.